# Turmhügel Dickersbronn
Der Turmhügel Dickersbronn ist eine abgegangene mittelalterliche Turmhügelburg (Motte) an einem Teich etwa 1100 Meter nordöstlich von Dickersbronn, einem heutigen Ortsteil der Marktgemeinde Schopfloch im Landkreis Ansbach in Bayern.
Von der ehemaligen Motteanlage ist nur noch der Turmhügel erhalten.